# والچدرام
والچدرام شهری در استان مونتانا کشور بلغارستان است که جمعیت آن در سال ۲۰۰۱ میلادی ۴٬۱۷۶ نفر بوده‌است.

## نگارخانه

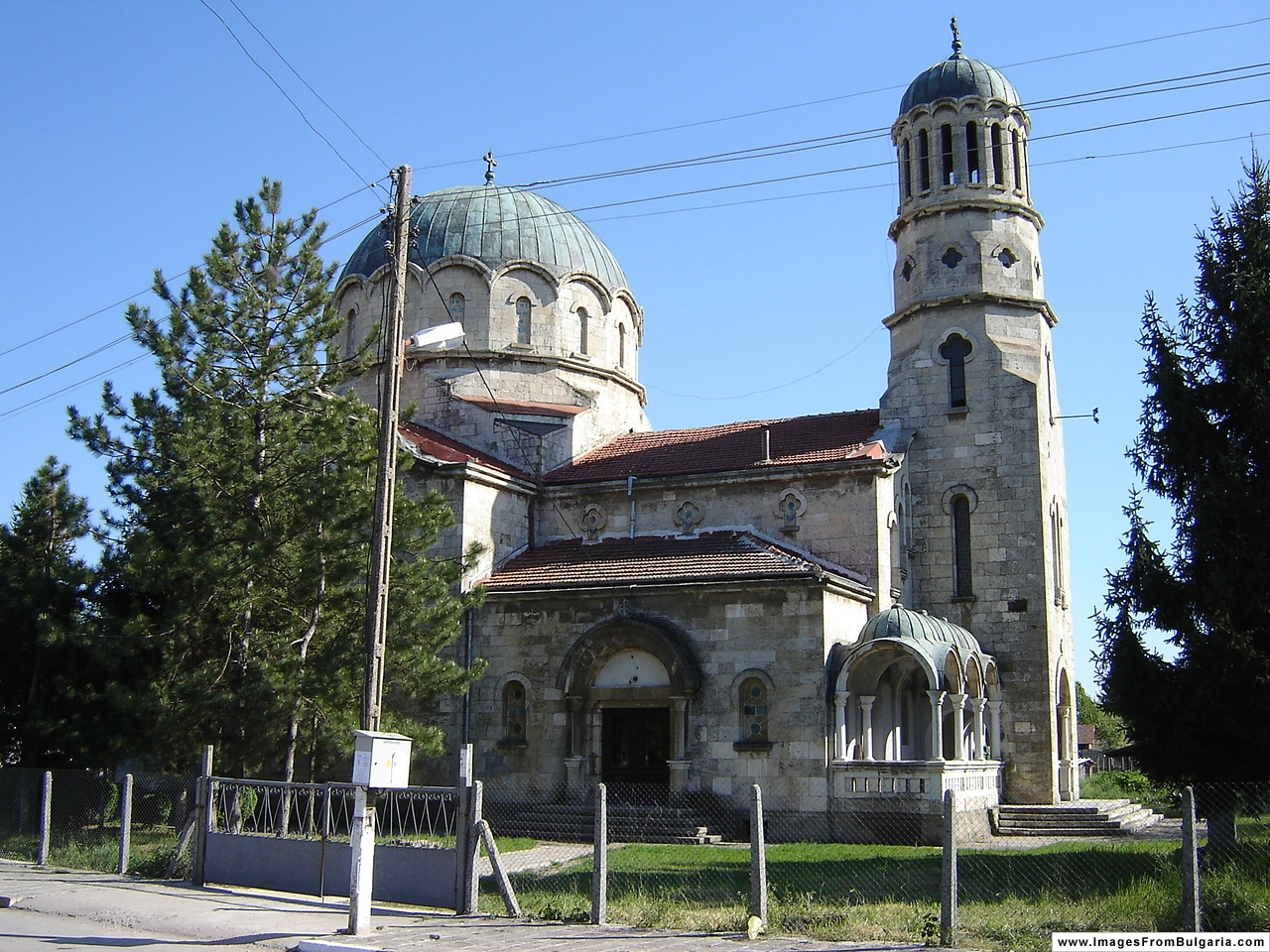
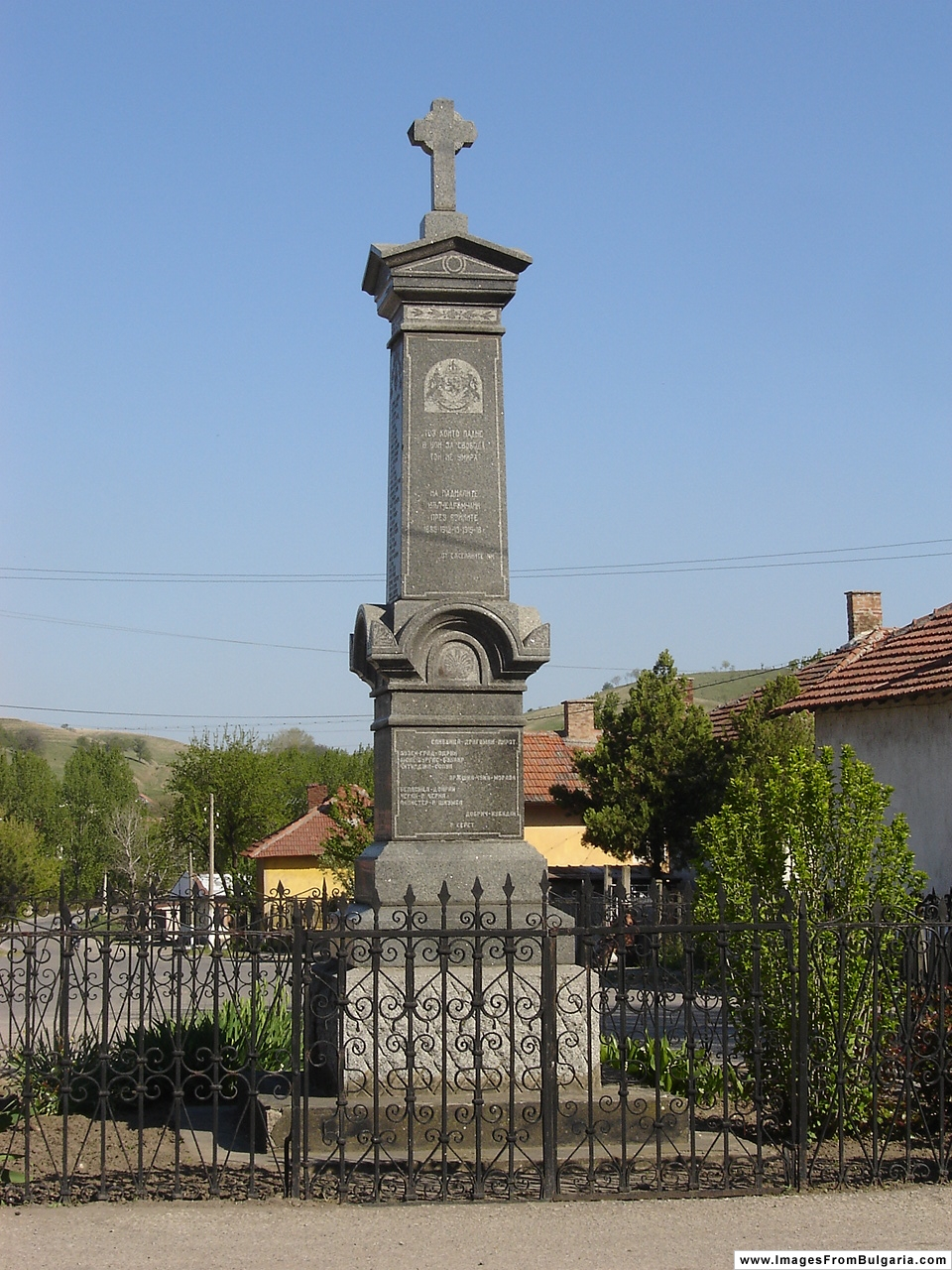